# Arne Dahl: Himmelsöga
Arne Dahl: Himmelsöga (en inglés: "Arne Dahl: Eye in the Sky"), es una miniserie sueca transmitida del 12 de abril del 2015 al 19 de abril del 2015 y dirigida por Lisa Farzaneh. Es precedida por la miniserie Arne Dahl: Efterskalv.
Es una adaptación a la pantalla de la novela "Arne Dahl: Himmelsöga" publicada en el 2007 del autor sueco Jan Arnald, quien en ocasiones firma bajo el seudónimo de "Arne Dahl".
La miniserie es la octava miniserie y la décima y última entrega de la franquicia de Arne Dahl. 

## Historia
Cuando Alice Nordin, es encontrada colapsada en la calle después de haber escapado de un sótano desconocido luego de sufrir un brutal ataque, la unidad especial "Grupo A" sigue las pistas del sótano las cuales los llevan a drogas vinculados a una gran organización llamada "Maximus" liderada por dos hermanos que la Interpol está investigando. Pronto una serie de secuestros y asesinados relacionados, llevan al equipo a descubrir que existe un  vínculo entre las víctimas, todas estudiaron en la secundaria "Sundbyberg" en 1999.
Mientras tanto Paul se encuentra investigando la repentina y misteriosa muerte de su nuevo amigo del servicio de seguridad, Tore Mikaelis.
Finalmente el equipo descubre que la conexión entre los hermanos Cabrera y los asesinatos de las jóvenes, es Mikaela "Mikki" Harrie, la novia de George Carrera. Mikaela había sigo estudiante de "Sundbyberg", cuando Joakim Bergsten había abusado de ella luego de que Emelie Broman, Hanna Nilsson, Lisa Augustsson y Alice Nordin lo animaran a hacerlo. Años después Mikaela decide vengarse y con la ayuda de Rikard Mattias Junker quien ahora se hace llamar Walter Englund mata a las jóvenes que formaron parte del abuso. Rikard es un exoficial del servicio de la SAPÖ quien trabaja con la oficial corrupta Signe Falk, quien le pasa información a la organización "Maximus", finalmente el equipo arresta a los responsables y los encarcela.

## Personajes

### Personajes principales
| Actor                | Personaje       | Ocupación                          | Especialidad              | Episodios | Duración | Estado |
| -------------------- | --------------- | ---------------------------------- | ------------------------- | --------- | -------- | ------ |
| Malin Arvidsson      | Kerstin Holm    | Inspectora en Jefe de la Unidad    | -                         | 2         | 2015     | Viva   |
| Shanti Roney         | Paul Hjelm      | Jefe de Asuntos Internos           | -                         | 2         | 2015     | Vivo   |
| Magnus Samuelsson    | Gunnar Nyberg   | Detective de la Unidad "Grupo A"   | -                         | 2         | 2015     | Vivo   |
| Niklas Åkerfelt      | Arto Söderstedt | Detective de la Unidad "Grupo A"   | Análisis                  | 2         | 2015     | Vivo   |
| Alexander Salzberger | Jorge Chavez    | Detective de la Unidad "Grupo A"   | Tecnología en Información | 2         | 2015     | Vivo   |
| Vera Vitali          | Sara Svenhagen  | Detective de la Unidad "Grupo A"   | Pedofília y Tráfico       | 2         | 2015     | Viva   |
| Natalie Minnevik     | Ida Jankowicz   | Detective de la Unidad "Grupo A"   | Idiomas                   | 2         | 2015     | Viva   |
| Kenneth Milldoff     | Frank Albrekt   | Comisionado Nacional de la Policía | -                         | 2         | 2015     | Vivo   |

### Personajes secundarios
| Actor                  | Personaje                            | Ocupación                                 | Episodios | Duración | Estado | Causa                                   |
| ---------------------- | ------------------------------------ | ----------------------------------------- | --------- | -------- | ------ | --------------------------------------- |
| Iwa Boman              | Dra. Siw Parwin                      | Patóloga Forense                          | 2         | 2015     | Viva   | -                                       |
| Vanna Rosenberg        | Lotta Björk                          | Secretaria                                | 2         | 2015     | Viva   | -                                       |
| Lars Göran Persson     | Tore Mikaelis                        | Oficial de la SAPÖ                        | 2         | 2015     | -      | -                                       |
| Maria Grudemo El Hayek | Alice Nordin                         | ex-Estudiante de "Sundbyberg"             | 2         | 2015     | Viva   | -                                       |
| Andreas Forner Lindal  | Tore Svensson                        | -                                         | 2         | 2015     | -      | -                                       |
| Charlotta Jonsson      | Helena Andersson/Rudfeldt            | Oficial de la SAPÖ                        | 2         | 2015     | Viva   | -                                       |
| Zardasht Rad           | Max Carrera                          | -                                         | 2         | 2015     | Vivo   | arrestado por sus crímenes              |
| Peshang Rad            | Sebastian "Sebbe" Carrera            | -                                         | 2         | 2015     | -      | -                                       |
| Micke Spreitz          | George Carrera                       | Dueño de "GC Fitness"                     | 2         | 2015     | -      | -                                       |
| Peter Järn             | Rikard Mattias Junker Walter Englund | Asesino / ex-Oficial del Servicio Secreto | 2         | 2015     | Muerto | murió luego de que Kerstin le disparara |
| Anna Wallander         | Signe Falk                           | Oficial de la SAPÖ (corrupta)             | 2         | 2015     | Viva   | arrestada por sus crímenes              |
| Oscar Töringe          | Joakim "Jocke Berg" Bergsten         | ex-Estudiante de "Sundbyberg"             | 2         | 2015     | Vivo   | -                                       |
| Disa Östrand           | Mikaela "Mikki" Harrie               | ex-Estudiante de "Sundbyberg"             | 2         | 2015     | Muerta | asesinada por Walter                    |
| Karin Lithman          | Emelie Broman-Riegert                | ex-Estudiante de "Sundbyberg"             | 2         | 2015     | Viva   | -                                       |
| Magdalena in de Betou  | Sofia Albertina Ledin                | Maestra de Pintura en "Sundbyberg"        | 2         | 2015     | Viva   | -                                       |
| Mariah Kanninen        | Hedda Larsen                         | Novia de Gunnar                           | 2         | 2015     | Viva   | -                                       |
| Carina Söderman        | Kristina Laurin                      | -                                         | 2         | 2015     | -      | -                                       |
| Pascal Andersson       | Anders Holm                          | Hijo de Kerstin                           | 2         | 2015     | Vivo   | -                                       |
| Emelie Beckius         | Fanny                                | -                                         | 1         | 2015     | -      | -                                       |
| Milla Löjdström        | Hanna Nilsson                        | ex-Estudiante de "Sundbyberg"             | 1         | 2015     | Muerta | asesinada por Walter                    |
| -                      | Lisa Augustsson                      | ex-Estudiante de "Sundbyberg"             | -         | 2015     | Muerta | asesinada por Walter                    |
| -                      | Jan-Olof Behrman                     | -                                         | -         | 2015     | Muerto | -                                       |
| -                      | Rikard "Ralle" Larsson               | -                                         | -         | 2015     | -      | -                                       |

## Episodios
La miniserie estuvo conformada por 2 episodios.

## Producción
La miniserie fue dirigida por Lisa Farzaneh, escrita por Arne Dahl y Fredrik Agetoft.
La cinematografía estuvo a cargo de Erik Persson.
El primer episodio fue estrenado el 12 de abril del 2015 con una duración de 1 hora, mientras que el segundo episodio estrenado el 19 de abril del 2015 duró 1 hora.
En la miniserie participó la compañía de producción "Filmlance International AB". Fue distribuida por "Yleisradio (YLE)" en Finlandia en televisión y por "ZDF and ZDF Enterprises" en todos los medios alrededor del mundo.

### Emisión en otros países
| País      | Título                   | Fecha de Estreno  |
| --------- | ------------------------ | ----------------- |
| Finlandia | Arne Dahl: Valvova silmä | 5 de mayo de 2015 |